# Herval Sales Galvão
Herval Sales Galvão, mais conhecido como Bombeiro, (Salvador, 10 de outubro de 1930) é um ex-futebolista brasileiro que atuava como volante. Teve seu melhor momento na carreira ao jogar no Bahia, em um dos melhores times da história do clube.

## Títulos
Bahia
- Campeonato Baiano: 1958, 1959 e 1960
- Campeonato Brasileiro: 1959